# Dyskografia Anny Marii Jopek
Artykuł prezentuje dyskografię Anny Marii Jopek, polskiej wokalistki, zdobywczyni płyt złotych i platynowych.

## Albumy studyjne
| 1997                       | Ale jestem - Data: 22 listopada 1997 - Wydawca: Mercury/PolyGram - Format: CD                                                                 | –  | - ZPAV: złota płyta        | - POL: 50 000+  |
| 1998                       | Szeptem - Data: 6 czerwca 1998 - Wydawca: Mercury/PolyGram - Format: CD                                                                       | –  | - ZPAV: 2× platynowa płyta | - POL: 200 000+ |
| 1999                       | Jasnosłyszenie - Data: 26 marca 1999 - Wydawca: Mercury/PolyGram - Format: CD                                                                 | –  | - ZPAV: złota płyta        | - POL: 35 000+  |
| 1999                       | Dzisiaj z Betleyem - Data: 8 listopada 1999 - Wydawca: Universal Music Group - Format: CD                                                     | –  |                            |                 |
| 2000                       | Bosa - Data: 14 września 2000 - Wydawca: Universal Music Group - Format: CD                                                                   | 3  | - ZPAV: złota płyta        | - POL: 35 000+  |
| 2002                       | Barefoot - Data: 28 lutego 2002 - Wydawca: Universal Music Group - Format: CD                                                                 | –  |                            |                 |
| 2002                       | Nienasycenie - Data: 21 marca 2002 - Wydawca: Universal Music Group - Format: CD, digital download                                            | 1  | - ZPAV: złota płyta        | - POL: 35 000+  |
| 2002                       | Upojenie (oraz Pat Metheny) - Data: 29 listopada 2002 - Wydawca: Metheny Group Productions - Format: CD, digital download                     | 1  | - ZPAV: platynowa płyta    | - POL: 70 000+  |
| 2005                       | Secret - Data: 13 czerwca 2005 - Wydawca: Universal Music Group - Format: CD, digital download                                                | 3  |                            |                 |
| 2005                       | Niebo - Data: 24 października 2005 - Wydawca: Universal Music Group - Format: CD, digital download                                            | 2  |                            |                 |
| 2007                       | ID - Data: 11 maja 2007 - Wydawca: Universal Music Group - Format: CD, digital download                                                       | 1  | - ZPAV: platynowa płyta    | - POL: 30 000+  |
| 2011                       | Haiku (oraz Makoto Ozone) - Data: 14 października 2011 - Wydawca: Universal Music Polska - Format: CD, digital download                       | 17 | - ZPAV: platynowa płyta    | - POL: 30 000+  |
| 2011                       | Sobremesa - Data: 14 października 2011 - Wydawca: Universal Music Polska - Format: CD, digital download                                       | 5  | - ZPAV: platynowa płyta    | - POL: 30 000+  |
| 2011                       | Polanna - Data: 14 października 2011 - Wydawca: Universal Music Polska - Format: CD, digital download                                         | 14 | - ZPAV: złota płyta        | - POL: 15 000+  |
| 2017                       | Minione (oraz Gonzalo Rubalcaba) - Data: 3 lutego 2017 - Wydawca: AMJ Music / Universal Music Polska - Format: CD, digital download           | 1  | - ZPAV: 2× platynowa płyta | - POL: 60 000+  |
| 2017                       | Czas kobiety (oraz Robert Kubiszyn) - Data: 15 października 2017 - Wydawca: AMJ Music / Universal Music Polska - Format: CD, digital download | –  |                            |                 |
| 2018                       | Ulotne (oraz Branford Marsalis) - Data: 5 października 2018 - Wydawca: AMJ - Format: CD, digital download                                     | 7  | - ZPAV: platynowa płyta    | - POL: 30 000+  |
| „–” album nie był notowany | |    |                            |                 |

## Albumy koncertowe
| 2003                       | Farat - Data: 10 listopada 2003 - Wydawca: Universal Music      | 2 | - ZPAV: złota płyta | - POL: 35 000+ |
| 2008                       | Jo & Co - Data: 17 października 2008 - Wydawca: Universal Music | 4 | - ZPAV: złota płyta | - POL: 15 000+ |
| „–” album nie był notowany |                                                                 |   |                     |                |

## Kompilacje
| Rok  | Tytuł                                                                   | Uwagi                                                                                |
| ---- | ----------------------------------------------------------------------- | ------------------------------------------------------------------------------------ |
| 2003 | Farat (box)/Z Pamięci - Data: 1 grudnia 2003 - Wydawca: Universal Music | - 3 płyty: Farat Audio CD, Farat DVD, Z pamięci                                      |
| 2006 | Anna Maria Jopek – Box - Data: 26 lipca 2006 - Wydawca: Universal Music | - ZPAV: złota płyta - 5 płyt: Ale jestem, Szeptem, Jasnosłysznie, Bosa, Nienasycenie |
| 2008 | Dwa serduszka, cztery oczy - Data: 14 grudnia 2008 - Wydawca: AMJ MUSIC | - 3 płyty: ID, Spoza, Jo & Co                                                        |
| 2011 | Lustra - Data: 14 października 2011 - Wydawca: Universal Music          | - 3 płyty: Haiku, Sobremesa, Polanna                                                 |

## Single
| 1996                       | „Chwilozofia 32-bitowa”                                          | –  |                                         |
| 1997                       | „Ale jestem”                                                     | 1  | Ale jestem                              |
| 1997                       | „Joszko Broda”                                                   | 1  | Ale jestem                              |
| 1997                       | „Nie przychodzisz mi do głowy”                                   | 17 | Ale jestem                              |
| 1998                       | „Cud niepamięci”                                                 | 7  | Ale jestem                              |
| 1998                       | „Samba przed rozstaniem”                                         | –  | Szeptem                                 |
| 1999                       | „Ja wysiadam”                                                    | 2  | Jasnosłyszenie                          |
| 1999                       | „Księżyc jest niemym posłańcem”                                  | 11 | Jasnosłyszenie                          |
| 1999                       | „Na całej połaci śnieg” (oraz Jeremi Przybora)                   | –  | Dzisiaj z Betleyem                      |
| 1999                       | „Nadzieja nam się stanie”                                        | –  | Dzisiaj z Betleyem                      |
| 2000                       | „Smutny Bóg”                                                     | 25 |                                         |
| 2000                       | „Ślady po Tobie”                                                 | –  |                                         |
| 2000                       | „Szepty i łzy”                                                   | 1  | Bosa                                    |
| 2000                       | „Jeżeli chcesz”                                                  | 5  | Bosa                                    |
| 2001                       | „Henry Lee/Tam, gdzie rosną dzikie róże” (oraz Maciej Maleńczuk) | –  | W moich ramionach                       |
| 2001                       | „Upojenie” (oraz Michał Żebrowski)                               | 1  | Lubię, kiedy kobieta                    |
| 2002                       | „Na dłoni”                                                       | 1  | Nienasycenie                            |
| 2002                       | „O co tyle milczenia”                                            | 2  | Nienasycenie                            |
| 2002                       | „I pozostanie tajemnicą”                                         | 3  | Nienasycenie                            |
| 2003                       | „Małe dzieci po to są”                                           | 12 | Nienasycenie                            |
| 2003                       | „Tam, gdzie nie sięga wzrok”                                     | 1  | Upojenie                                |
| 2003                       | „Mania mienia”                                                   | 12 | Upojenie                                |
| 2004                       | „Możliwe”                                                        | 8  | Farat                                   |
| 2005                       | „Gdy mówią mi”                                                   | 11 | Niebo                                   |
| 2006                       | „Niebo”                                                          | –  | Niebo                                   |
| 2006                       | „A gdybyśmy nigdy się nie spotkali”                              | 13 | Niebo                                   |
| 2007                       | „Teraz i tu”                                                     | 2  | ID                                      |
| 2007                       | „Zrób, co możesz”                                                | 8  | ID                                      |
| 2007                       | „Skłamałabym”                                                    | 39 | ID                                      |
| 2008                       | „Cisza na skronie, na powieki słońce”                            | 34 | ID                                      |
| 2009                       | „Sypka Warszawa”                                                 | –  | singel nielabumowy                      |
| 2011                       | „Tylko tak mogło być”                                            | 13 | Sobremesa                               |
| 2011                       | „Lizbona, Rio i Hawana”                                          | 28 | Sobremesa                               |
| 2013                       | „Deszcz” (oraz Marek Jackowski)                                  | 2  | Marek Jackowski                         |
| 2013                       | „Ktoś zbudził mnie” (oraz Jerzy Wasowski)                        | 36 | Wasowski odnaleziony: Ktoś zbudził mnie |
| 2015                       | „Uwaga, uwaga” (Artyści dla Polskiej Akcji Humanitarnej)         | 20 | Uwaga, uwaga                            |
| 2016                       | „Love Is a Traveller” (oraz Paweł Rosak)                         | –  | Who Knows                               |
| 2017                       | „Twe usta kłamią” (oraz Gonzalo Rubalcaba)                       | 24 | Minione                                 |
| 2017                       | „Kogo nasza miłość obchodzi” (oraz Gonzalo Rubalcaba)            | 28 | Minione                                 |
| 2017                       | „To ostatnia niedziela” (oraz Gonzalo Rubalcaba)                 | –  | Minione                                 |
| 2018                       | „Patrz i słuchaj” (oraz Branford Marsalis)                       | 22 | Ulotne                                  |
| 2018                       | „Niepojęte i ulotne” (oraz Branford Marsalis)                    | –  | Ulotne                                  |
| 2018                       | „Czekanie” (oraz Branford Marsalis)                              | 35 | Ulotne                                  |
| 2025                       | „Kochałam pana” (oraz Sanah)                                     | –  | Dwoje ludzieńków                        |
| „–” utwór nie był notowany |                                                                  |    |                                         |

## Albumy innych artystów solowych i grup muzycznych
| Rok  | Tytuł | Utwór |
| ---- | --- | --- |
| 1995 | Włodzimierz Nahorny i Bogdan Loebl – Kolędy na cały rok - Data: 1995 - Wytwórnia: Polonia Records              | - "Dziecko Świętej Panienki" - "Pachnie świecy wosk" - "Do Wigilii zasiąść czas" |
| 1996 | Robert Amirian – Bardzo niebieskie migdały - Data: 1996 - Wytwórnia: Polygram / Mercury 1996                   | - "To wszystko by" (R. Amirian / R. Amirian, B. Lankosz) - "Zapragnij" (R. Amirian / R. Amirian) - "Snogrody" (R. Amirian / R. Amirian, R. Kurpisz) |
| 1996 | Irena Santor – Duety - Data: 1996 - Wytwórnia: Pomaton EMI                                                     | - "Jesienny pan" (Roman Orłow / Wojciech Młynarski) - "Powrócisz tu" (Piotr Figiel / Janusz Kondratowicz) |
| 1996 | Jacek Niedziela – Jazzowe Poetycje - Data: 1996 - Wytwórnia: SonyKoch Jazz                                     | - "Wsunęłam się" - "Gdy pochylisz nade mną" - "Śpiący jednorożec" - "Oczekiwanie" - "Za wielką pustką" - "Jest cała ziemia samotności" |
| 1996 | Henryk Miśkiewicz – Remembrances - Data: 1996 - Wytwórnia: Black Label                                         | - Anna Maria Jopek i Henryk Miśkiewicz: "Mój List" (Michel Legrand / Jeremi Przybora) - Anna Maria Jopek i Henryk Miśkiewicz: "Wystarczy uśmiech Twój" (Michel Legrand / Wojciech Młynarski) |
| 1997 | Robert Chojnacki – Big Beat - Data: 1997 - Wytwórnia: Box Music                                                | - "I Love You do bólu" |
| 1999 | Michał Żebrowski – Zakochany Pan Tadeusz - Data: 1999 - Wytwórnia: BMG / PWA                                   | - "Wspomnienie" (Paweł Betley / Anna Maria Jopek / Adam Mickiewicz) |
| 2000 | Wojciech Kilar – The Best - Data: 2000 - Wytwórnia: Universal Music Polska                                     | - "Smuga cienia (Smuga cienia)" (Wojciech Kilar / Marcin Kydryński) (wokaliza) (Wojciech Kilar) - "Szepty i Łzy (Portret damy)" (wokaliza) (Wojciech Kilar) |
| 2001 | Michał Żebrowski – Lubię, kiedy kobieta - Data: 2001 - Wytwórnia: BMG / PWA                                    | - "Musisz Mi Pomóc" (Andrzej Smolik / Anna Maria Jopek / Edward Stachura) - "Upojenie" (Anna Maria Jopek / Stanisław Grochowiak) - "Tęsknota" (Anna Maria Jopek / Maria Pawlikowska-Jasnorzewska / Adam Mickiewicz) - "Wszystkie Cnoty" (Anna Maria Jopek / Maria Pawlikowska-Jasnorzewska)                      |
| 2001 | Marek Grechuta – Serce - Data: 2001 - Wytwórnia: Polskie Radio                                                 | - "Wszystko dla Twej miłości" (Marek Grechuta) |
| 2002 | Carrantuohill – Inis - Data: 2002 - Wytwórnia: Celt                                                            | - "Zielony król" |
| 2002 | Sweet Noise – Czas ludzi cienia - Data: 2002 - Wytwórnia: Pomaton / Jazz'n'Java                                | - "Dzisiaj mnie kochasz, jutro nienawidzisz" |
| 2003 | Voo Voo – Voo Voo z kobietami - Data: 2003 - Wytwórnia: Sony Music                                             | - "Moja Broń" - "Czas pomyka II" |
| 2004 | Janga – Strona A - Data: 2004 - Wytwórnia: Grami                                                               | - "Dłoń zanurzasz we śnie" - "Czemuż tak wątpisz o zmarłej" |
| 2005 | Grzegorz Turnau – 11:11 - Data: 2005 - Wytwórnia: EMI Music Poland                                             | - "Bossa nova Solannowa" (Turnau/Rusinek) |
| 2005 | Marek Napiórkowski – NAP - Data: 2005 - Wytwórnia: Universal Music Polska                                      | - "Only a night away" |
| 2006 | Mieczysław Szcześniak – Zwykły cud - Data: 2006 - Wytwórnia: Polskie Radio                                     | - "Czekaj na wiatr" (Pedro Nazaruk) |
| 2006 | Robert Wolf – Velvet night - Data: 2006 - Wytwórnia: Fine Music / Soulfood Music                               | - "Nocturne (Ode mnie)" (Jopek/Kydryński) - "Luna De Miel" (Wolf/Jopek) - "Nuit Blanche" (Jopek/Wolf) |
| 2006 | Mino Cinelu – La Californie - Data:2006 - Wytwórnia: Universal Music France                                    | - "La Lettre de Stephan" - "La Guerre" |
| 2006 | Grzegorz Turnau – Historia pewnej podróży - Data: 2006 - Wytwórnia: Emi Music Poland                           | - "Gaj" |
| 2007 | Kayah – CD MTV Unplugged - Data: 2007 - Wytwórnia: Kayax                                                       | - "Kiedy mówisz" |
| 2007 | Marek Napiórkowski – Wolno - Data: 2007 - Wytwórnia: Universal Music                                           | - "Ravelo" |
| 2009 | Grzegorz Turnau – Do zobaczenia - Data: 2009 - Wytwórnia: EMI                                                  | - "Byłem w Nowym Yorku" |
| 2009 | T-raperzy znad Wisły – Ekshumacja 2 - Data: 2009                                                               | - "Startest" |
| 2010 | Muniek Staszczyk – Muniek - Data: 15 marca 2010 - Wytwórnia: Sony Music                                        | - "Dzieje grzechu" |
| 2010 | Makoto Ozone – Road to Chopin - Data: 11 maja 2010 - Wytwórnia: Universal Music                                | - "Nie ma czego trzeba Song No.13 op.74" - "Mazurka C sharp minor No.2 op.6" |
| 2010 | Beto Betuk – Catavento - Data: 9 września 2010 - Wytwórnia: JBJ & Viceversa                                    | - "Niema" (Betuk/Jopek) - "Rua dos Remédios" (Betuk/Kydryński) |
| 2010 | Matt Geraghty Project – Departures - Data: 1 października 2010 - Wytwórnia: Omnilingual Records                | - "Gdy nie zrozumiesz" (feat. Anna Maria Jopek and Ramesh Misra) - "The Girl from Barrio Alto" (feat. Anna Maria Jopek) - "Niekochanie" (feat. Anna Maria Jopek) - "Leaving My Gypsy Woman in Vienna" (feat. Anna Maria Jopek and Gil Goldstein) - "When Clouds Speak" (feat. Anna Maria Jopek and Ramesh Misra) |
| 2010 | Nighthawks – Today - Data: 15 października 2010 - Wytwórnia: Universal                                         | - "Małe tęsknoty" |
| 2011 | Makoto Ozone – Live & Let Live - Love for Japan - Data: 2011/2012 - Wytwórnia: Universal Music                 | - "Kujawiak" |
| 2012 | Ania Szarmach – Pozytywka - Data: 2012 - Wytwórnia: Agora                                                      | - "Horyzont marzeń" |
| 2013 | Krzysztof Herdzin – Jesteś światłem - Data: luty 2013 - Wytwórnia: Universal                                   | - "Idą błękitne, ciche, zamyślone" - "Laura i Filon" |
| 2013 | Marito Marques – Magic Everywhere - Data: 10 lipca 2013 - Wytwórnia: Gmp Productions                           | - "Zapal lampę i nie czekaj" |
| 2013 | Marek Jackowski – Marek Jackowski - Data: 22 października 2013 - Wytwórnia: Universal                          | - "Deszcz" |
| 2013 | Jerzy Wasowski – Wasowski odnaleziony: Ktoś zbudził mnie - Data: 3 grudnia 2013 - Wytwórnia: Sony Music Polska | - "Ktoś zbudził mnie" |

## Kompilacje różnych wykonawców
| Rok  | Tytuł | Utwór |
| ---- | --- | --- |
| 1994 | Do szafy grającej... część 2 - Data: 1994 - Wytwórnia: Quazar Records                                                                                         | - "Rudy Rydz" (B. Klimczuk, A. Hosper) – Anna Jopek |
| 1997 | Agnieszka Osiecka – Pięć oceanów - Data: 1997 - Wytwórnia: Polskie Radio                                                                                      | - "Okularnicy" - "Byle nie o Miłości" |
| 1997 | Moja i Twoja nadzieja: cegiełka na rzecz ofiar powodzi - Data: 1997 - Wytwórnia: Polskie Radio                                                                | - "Moja i Twoja nadzieja" (wersja z płyty Szeptem wydana prapremierowo) |
| 1998 | Kubuś Puchatek: Piosenki ze Stumilowego Lasu (kompilacja z piosenkami z filmów i serialu telewizyjnego o Kubusiu Puchatku) - Data: 1998 - Wytwórnia: PolyGram | - "Gdzie jesteś" (Michael Abbott / Marek Robaczewski) – Anna Maria Jopek i Grzegorz Markowski |
| 1998 | Spona (ścieżka dźwiękowa do filmu) - Data: 1998 - Wytwórnia: PolyGram                                                                                         | - "Uciekaj, uciekaj" (Andrzej Zieliński / Leszek Aleksander Moczulski) |
| 2000 | Tyle Słońca: koncert poświęcony pamięci Anny Jantar - Data: 2000 - Wytwórnia: Universal Music Polska                                                          | - "Ja nie mogłam mieć serc dwóch"(Piotr Figiel / Wojciech Mann) |
| 2000 | Okrągła dziesiątka Radia Zet - Data: 2000 - Wytwórnia: Universal Music Polska                                                                                 | - "Jeśli Myślisz, Że Ja Cię Nie Kocham" (Krzysztof Knittel / Andrzej Woyciechowski) piosenka zamieszczona również na składance 10 lat Radia Zet |
| 2001 | W moich ramionach – Nick Cave i przyjaciele - Data: 2001 - Wytwórnia: Luna Music                                                                              | - "Henry Lee" (Nick Cave / Roman Kołakowski) – Anna Maria Jopek, Maciej Maleńczuk - "Tam, gdzie rosną dzikie róże" (Nick Cave / Roman Kołakowski) – Anna Maria Jopek, Maciej Maleńczuk |
| 2001 | W pustyni i w puszczy (ścieżka dźwiękowa do filmu) - Data: 2001 - Wytwórnia: Warner Music                                                                     | - "Mama Afryka" (Krzesimir Dębski / Jacek Cygan) |
| 2001 | (Marek Niedźwiecki zaprasza do) Smooth Jazz Cafe 3 - Data: 2001 - Wytwórnia: Pomaton EMI                                                                      | - "Poranne Łzy" (Zbigniew Jaremko / Wojciech Młynarski) |
| 2001 | Pocztówka do Świętego Mikołaja - Data: 2001 - Wytwórnia: Universal Music Polska 2001                                                                          | - "Pocztówka do Świętego Mikołaja" (Jerzy Jarosław Dobrzyński/ Justyna Holm) |
| 2002 | Barka – koncert z okazji Dnia Papieskiego - Data: 2002 - Wytwórnia: PM Promocja Muzyka                                                                        | - "Barka" - "Psalm (Czemu ja, czemu tu)" |
| 2002 | Verve Today 2002 - Data: 2002 - Wytwórnia: Universal Classics & Jazz / Verve Records                                                                          | - "Cyraneczka" (w wersji z płyty Barefoot) |
| 2003 | Ladies - Data: 2003 - Wytwórnia: BMG 2003 | - "Jeszcze poczekajmy" |
| 2003 | Jonasz Kofta... na bis - Data: 2003 - Wytwórnia: Polskie Radio                                                                                                | - "Do łezki łezka" - "Jej portret" - "Pamiętajcie o ogrodach" (wszyscy wykonawcy) |
| 2004 | (Marek Niedźwiecki zaprasza do) Smooth Jazz Cafe 6 - Data: 2004 - Wytwórnia: Universal Music Group                                                            | - "W tej piosence jest stale zima" – Anna Maria Jopek - "Na całej połaci śnieg" – Anna Maria Jopek & Jeremi Przybora |
| 2005 | Święta, święta, święta 3 - Data: 2005 - Wytwórnia: Universal Music Polska 2005                                                                                | - "W zimowe dni" |
| 2005 | Rendez- vouz on the jazz boulevard - Data: 2005 - Wytwórnia: Universal Music Polska 2005                                                                      | - "We can work it out" |
| 2005 | Verve Today 2005 - Data: 2005 - Wytwórnia: Universal Classics & Jazz / Verve Records                                                                          | - "Don't speak" |
| 2005 | Siesta – muzyka świata. Prezentuje Marcin Kydryński - Data: 2005 - Wytwórnia: Universal Music Polska                                                          | - "Laura i Filon" |
| 2006 | Nieszpory – artyści polscy Janowi Pawłowi II w hołdzie - Data: 2006 - Wytwórnia: Polskie Radio                                                                | - "Magnificat-Wielbi dusza moja Pana" |
| 2006 | Rendez Vous on the Jazz Boulevard vol. 5 - Data: 2006 - Wytwórnia: Universal Music Polska                                                                     | - "Patrzę na Ciebie" |
| 2006 | Acoustic Room 47 - Data: 2006 - Wytwórnia: Universal Music Group                                                                                              | - "Naanahanae" - "Zapomnę" - "ID" |
| 2006 | Siesta 2 – muzyka świata. Prezentuje Marcin Kydryński - Data: 2006 - Wytwórnia: Universal Music Polska                                                        | - "O mój rozmarynie" |
| 2007 | Jazzsinfonica – 11 Wielkanocny Festiwal Ludwiga Van Beethovena - Data: 2007 - Wytwórnia: Polskie Radio                                                        | - "Wolfgang Amadeus Mozart: Koncert fortepianowy A-dur KV 488 (cz. II)" – Anna Maria Jopek Band - "Ludwig van Beethoven: IX Symfonia d-moll op. 125 (Finał) – Presto. Allegro assai" – Grażyna Auguścik, Ewa Bem, Urszula Dudziak, Anna Maria Jopek, Izabela Kłosińska, Jadwiga Kotnowska, Dorota Miśkiewicz, Henryk Miśkiewicz i Andrzej Jagodziński                                             |
| 2007 | Siesta 3 – muzyka świata. Prezentuje Marcin Kydryński - Data: 2007 - Wytwórnia: Universal Music Polska                                                        | - "On wszystko o nas wie" Anna Maria Jopek / Oscar Castro-Neves / Mino Cinelu |
| 2008 | New Voices - Data: 2008 - Wytwórnia: 2008 | - "Spróbuj mówić kocham" Anna Maria Jopek |
| 2008 | Siesta 4 – muzyka świata. Prezentuje Marcin Kydryński - Data: 2008 - Wytwórnia: Universal Music Polska                                                        | - "Niema" Anna Maria Jopek & Beto Betuk |
| 2008 | Verve Today 2008 - Data: 2008 - Wytwórnia: Verve Records | - "Spróbuj mówić kocham" Anna Maria Jopek |
| 2009 | Siesta 5 – muzyka świata. Prezentuje Marcin Kydryński - Data: 2009 - Wytwórnia: Universal Music Group                                                         | - "Jakby nic się nie stało" |
| 2009 | Ladies' Jazz (My Jazz) - Data: 2009 - Wytwórnia: Boutique/Universal                                                                                           | - Anna Maria Jopek – "Don't speak" |
| 2009 | Voices of the World (My Jazz) - Data: 2009 - Wytwórnia: Boutique/Universal                                                                                    | - Anna Maria Jopek – "Daleko" |
| 2009 | Smooth Jazz & The City - Data: 2009 - Wytwórnia: Universal | - Anna Maria Jopek – "Samej Cię nie zostawię" |
| 2010 | Piosenki nie tylko deszczowe - Data: 2010 - Wytwórnia: Magic Records                                                                                          | - "Czekaj na wiatr" Mietek Szcześniak i Anna Maria Jopek |
| 2010 | Siesta 6 – muzyka świata. Prezentuje Marcin Kydryński - Data: 2010 - Wytwórnia: Universal Music Polska                                                        | - "Niekochanie" Matt Geraghty & Anna Maria Jopek |
| 2010 | (Marek Niedźwiecki zaprasza do) Smooth Jazz Cafe 10 - Data: 2010 - Wytwórnia: Universal Music Group                                                           | - "Zrób co możesz" Anna Maria Jopek |
| 2011 | Młynarski – żyj kolorowo..., CD 2 - Data: 2011 - Wytwórnia: Universal Music Group                                                                             | - "Jesienny pan"Irena Santor i Anna Maria Jopek - "Poranne łzy" Anna Maria Jopek |
| 2011 | Siesta Festival – Gdańsk 2011 - Data: 2011 - Wytwórnia: Universal Music Group                                                                                 | - "Niepojęte i ulotne" Anna Maria Jopek - "Barka" (utwór dodatkowy) Anna Maria Jopek / Paweł Bzim Zarecki / Marcin Kydryński |
| 2012 | Chill Your Mind, CD 2 - Data: 2012 - Wytwórnia: Na Klar-Ger                                                                                                   | - "Don't Speak" |
| 2012 | Piosenki nie tylko deszczowe 2, CD 2 - Data: 2012 - Wytwórnia: Universal Music Polska                                                                         | - "Cabo Da Roca" |
| 2012 | 36 x Nick Cave - Data: 2012 - Wytwórnia: MTJ | - "Where the wild roses grow [live] / Tam, gdzie rosną dzikie róże" Anna Maria Jopek i Maciej Maleńczuk |
| 2012 | (Marek Niedźwiecki zaprasza do) Smooth Jazz Cafe 12 - Data: 2012 - Wytwórnia: Magic Records                                                                   | - "Horyzont marzeń" Ania Szarmach i Anna Maria Jopek |
| 2012 | Siesta 8 – muzyka świata & stare radio. Prezentuje Marcin Kydryński - Data: 2012 - Wytwórnia: Universal Music                                                 | - "Biel" Anna Maria Jopek & Makoto Ozone |
| 2012 | Perły z Listy Przebojów Programu Trzeciego - Data: 2012 - Wytwórnia: Polskie Radio                                                                            | - "Na całej połaci śnieg" Anna Maria Jopek i Jeremi Przybora |
| 2012 | Uwaga, uwaga - Data: 2012 - Wytwórnia: Universal Music Polska                                                                                                 | - "Uwaga, uwaga" Anna Maria Jopek oraz Grzegorz Turnau, Andrzej Sikorowski, Kuba Badach, Urszula Dudziak, Sebastian Karpiel-Bułecka, Anita Lipnicka, Dorota Miśkiewicz, Krzysztof Napiórkowski, Stanisław Soyka, Aga Zaryan, Leszek Możdżer, Jacek Królik, Mariusz Pędziałek, Sławek Berny, Robert Kubiszyn i Cezary Konrad oraz Polska Orkiestra Radiowa pod dyr. Bogny Kowalskiej - "Niebożęta" |
| 2014 | Siesta X. Prezentuje Marcin Kydryński - Data: 2014-09-30 - Wytwórnia: Universal Music Polska                                                                  | - "Z nadzieją, że nie ma nieistnienia" |

## Wideografia
Solowa
| Rok  | Tytuł                                         | Certyfikat                  | Sprzedaż       |
| ---- | --------------------------------------------- | --------------------------- | -------------- |
| 2003 | Farat - Data: 2003 - Wydawca: Universal Music | - ZPAV: platynowa płyta DVD | - POL: 10 000+ |
| 2006 | Niebo - Data: 2006 - Wydawca: Universal Music |                             |                |

Gościnnie
| Rok  | Tytuł | Format | Utwory |
| ---- | --- | ------ | --- |
| 2005 | różni wykonawcy – Honor jest wasz Solidarni DVD - Data: 30 sierpnia 2005 - Wydawca: Komisja Krajowa NSZZ „Solidarność” | DVD    | - "Nie zabierajcie chłopców" |
| 2006 | Różni wykonawcy – W moich ramionach – Nick Cave i przyjaciele - Data: 2006 - Wytwórnia: EMI Music Poland               | DVD    | - "Henry Lee" – Anna Maria Jopek, Maciej Maleńczuk - "Where the Wild Roses Grow" (Tam, gdzie rosną dzikie róże) – Anna Maria Jopek, Maciej Maleńczuk |

## Teledyski
| Rok  | Tytuł                                      | Reżyseria                            |
| ---- | ------------------------------------------ | ------------------------------------ |
| 1995 | "Inna"                                     | —                                    |
| 1996 | "Ale jestem"                               | —                                    |
| 1997 | "Joszko Broda"                             | Dariusz Błaszczyk (zdj. Marek Sanak) |
| 1997 | "Nie przychodzisz mi do głowy"             | —                                    |
| 1999 | "Ja wysiadam"                              | —                                    |
| 1999 | "Na całej połaci śnieg"                    | —                                    |
| 1999 | "Wspomnienie" (duet z Michałem Żebrowskim) | —                                    |
| 2000 | "Szepty i łzy"                             | —                                    |
| 2002 | "Na dłoni"                                 | —                                    |
| 2002 | "Tam, gdzie nie sięga wzrok"               | —                                    |
| 2002 | "I pozostanie tajemnicą"                   | —                                    |
| 2003 | "Cichy zapada zmrok"                       | —                                    |
| 2003 | "Możliwe"                                  | —                                    |
| 2005 | "Don't Speak"                              | —                                    |
| 2005 | "Gdy mówią mi"                             | —                                    |
| 2009 | "Sypka Warszawa"                           | Adrian Panek                         |